# Ich will nicht dein Leben
Ich will nicht dein Leben – singel niemieckiego piosenkarza Thomasa Andersa, wydany 16 lipca 1982 roku.

## Lista utworów
| Nr | Tytuł utworu                | Długość |
| -- | --------------------------- | ------- |
| 1. | „Ich Will Nicht Dein Leben” | 3:38    |
| 2. | „Ich Hatte Mal Freunde”     | 3:37    |
|    |                             | 7:15    |